# Ontong Java
Das Atoll Ontong Java, Liueniua oder Luangiua ist die nördlichste Inselgruppe der Salomonen, und ein weit abgelegener Teil der salomonischen Provinz Malaita. In manchen Berichten wird es als das Lord-Howe-Atoll bezeichnet. Dieser Name darf aber nicht zur Verwechslung mit den gleichnamigen Lord-Howe-Inseln östlich des australischen Festlands führen.

## Geographie
Das Atoll erstreckt sich über eine Gesamtfläche von 1400 km². Davon sind allerdings lediglich 12 km² aus Korallenriffen gewachsenes Festland. Dieses besteht aus zwei größeren Hauptinseln namens Luangiua und Pelau sowie 120 kleinen und kleinsten Motus. Diese sind alle sehr flach, die höchste Erhebung Ontong Javas beträgt 13 Meter.
Die nächste Nachbarinsel ist das 38 km weiter nördlich gelegene Atoll Nukumanu, das bereits zu Papua-Neuguinea gehört, obwohl dieses Atoll kulturell eng mit Ontong Java verbunden ist.
Das 75 km weiter südlich gelegene atollartige Roncador Reef, das keine Inseln aufweist, wird von den Häuptlingen von Ontong Java als Eigentum betrachtet.

## Bevölkerung
Das Atoll hat ungefähr 2085 Bewohner. Etwa 1396 von ihnen leben auf Luangiua, und 689 auf Pelau. Sie sind überwiegend polynesischer Abstammung und sprechen einen zum samoanischen Zweig der polynesischen Sprachen gehörenden Dialekt des Polynesischen namens „Luangiua“. Ontong Java gehört deshalb zu den außerhalb des polynesischen Dreiecks liegenden Exklaven Polynesiens.

## Geschichte
Die Inseln wurden vor etwa 2000 Jahren von polynesischen Seefahrern besiedelt. Erstmals von einem Europäer gesichtet wurde das Atoll im Jahre 1643 von Abel Tasman, der ihm den Namen Ontong Java gab. 1781 versuchte der spanische Seefahrer Francisco Mourelle mit der La Princessa, eine südliche Route von den Philippinen nach Mexiko zu finden. Auf dieser Reise kartierte er verschiedene Inseln, so auch Ontong Java. Doch erst im Jahre 1791 landete erstmals ein Europäer auf den Inseln. Es war der englische Seemann John Hunter, der ihnen den Namen „Lord Howe Atoll“ gab. Im Jahre 1893 wurden die Inseln vom Deutschen Reich annektiert und von diesem im Jahre 1899 an Großbritannien abgetreten.

## Wirtschaft
Noch heute führen die Polynesisch sprechenden Bewohner ein einfaches Dasein: Sie ernähren sich von Fischfang, ein wenig Landwirtschaft und dem Anbau von Kopra. Sie betreiben einen geringfügigen Handel mit Meeresfrüchten und Muscheln, welche zumeist nach Hongkong exportiert werden, um ihr Einkommen aufzubessern. Die Inseln sind touristisch noch wenig erschlossen. Sie sind bekannt für die Vielfalt an Seevögeln, welche auf ihnen beheimatet sind.